# Jana Jacková

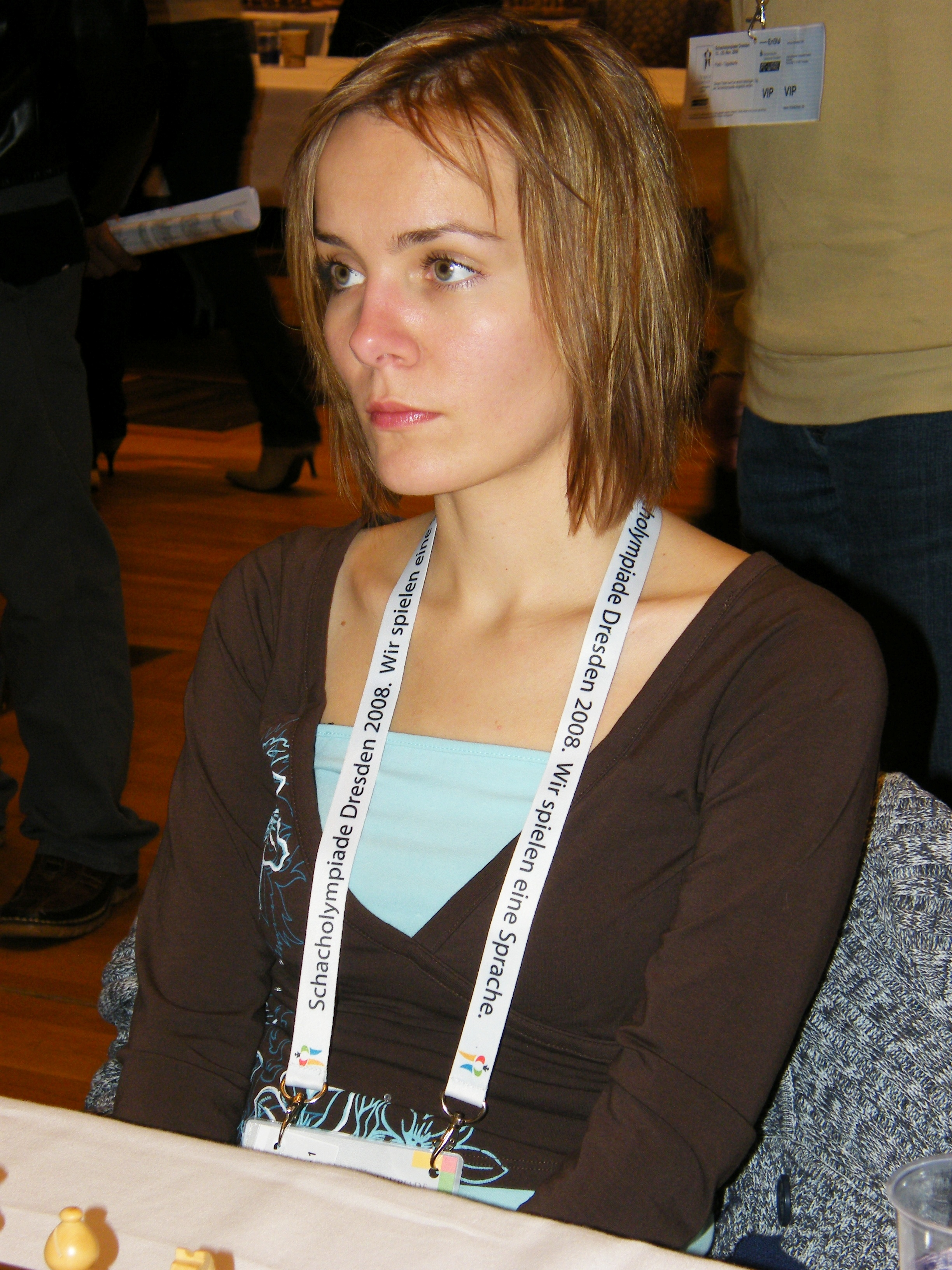
Jana Jacková, Dresden, 2008

Jana Jacková (Frýdek-Místek, 6 augustus 1982) is een Tsjechische schaakster. Sinds 2001 is ze grootmeester bij de vrouwen (WGM), sinds 2004 is ze Internationaal Meester (IM).
Jacková bereikte een hoge plaats in de einduitslag bij de volgende toernooien: winnaar Tsjechisch kampioenschap voor meisjes tot 12 jaar (1993), winnaar Tsjechisch kampioenschap voor meisjes tot 14 jaar (1995), 2e bij het Stork Young Masters toernooi (2001). Ze werd in 1992 tweede op het Europees kampioenschap schaken voor jeugd in de categorie meisjes tot 10 jaar in Rimavská Sobota en 1999 tweede op het Wereldkampioenschap schaken voor junioren in de categorie meisjes tot 20 jaar in Jerevan.
Jacková won in 1998 het Tsjechische vrouwenkampioenschap. Ook werd ze een keer tweede en een keer derde.
In mei 2007 had ze als Elo-rating 2423, waarmee ze op dat moment nummer 41 was op de FIDE-wereldranglijst van vrouwelijke schakers en nummer 1 op de Tsjechische vrouwenranglijst. In december 2009 stopte ze als professioneel schaakster. Sindsdien staat ze bij de FIDE als "inactief" geregistreerd.

## Nationale teams
Met het nationale Tsjechische vrouwenteam nam ze zes keer deel aan de Schaakolympiade: van 1998 tot 2008, waarbij ze in totaal 39.5 pt. uit 63 partijen behaalde. In 2002 en in 2006  bereikte ze met het team de 10e plaats. Ook nam ze in 2007 deel aan het WK landenteams (vrouwen). Tussen 1997 en 2009 nam ze vijf keer deel aan het EK landenteams (vrouwen), waarbij ze in 1997 het beste individuele resultaat van alle speelsters aan het reservebord behaalde.

## Schaakverenigingen
In de Tsjechische competitie voor schaakverenigingen speelde  Jana Jacková in seizoen 1999/2000 voor TJ Nová Huť Ostrava, in seizoen 2000/01 voor SC A64 Lázně Slatinice, van 2001 tot 2003 voor ŠK Infinity Pardubice, in seizoen 2004/05 voor ŠK Slavoj Ostrava, van 2005 tot 2007 voor TJ TŽ Třinec, van 2007 tot 2009 voor BŠŠ Frýdek-Místek en in seizoen 2009/10 voor ŠK Duras BVK – Královo Pole. In de Duitse bondscompetitie voor vrouwen speelde ze van 1997 tot 2009 voor de schaakclub uit Dresden, vanaf 2006 genaamd USV TU Dresden, waarmee ze in 2000, 2002 en 2006 kampioen werd. In de Britse Four Nations Chess League speelde Jacková in seizoen 2004/05 bij de North West Eagles, in seizoen 2005/06 voor Slough.

## Partij
Jacková won van voormalig wereldkampioen Anatoli Karpov. Volgens het Tsjechische dagblad Dnes was dit de ergste nederlaag voor Karpov in de laatste 50 jaar.
Jacková − Karpov, 2008, Mariënbad
1.e4 c5 2.Pf3 e6 3.d4 cxd4 4.Pxd4 a6 5.Pc3 Dc7 6.Ld3 Pf6 7.0–0 Ld6 8.f4 Lc5 9.Pce2 Pc6 10.c3 d6 11.Kh1 Ld7 12.De1 0–0 13.Dh4 Tfe8 14.Pf3 e5 15.b4 Lb6 16.fxe5 dxe5 17.Pg5 h6 18.Txf6! hxg5 19.Lxg5 Le6 20.Pf4!! (diagram) Alle stukken tegen de zwarte koning. 20... Pe7 21.Pd5 Dd7 22.Th6 Pg6 (1–0) zwart gaf op. (23.Pf6+ gxf6 24.Lxf6)
De partij werd in The Washington Post van commentaar voorzien door Lubomir Kavalek. De partij werd door chess.cz gekozen tot Partij van het Jaar 2008.

## Externe koppelingen
- (en)   Informatie over schaakpartijen van Jana Jacková op ChessGames.com
- (en)   Informatie over schaakpartijen van Jana Jacková op 365chess.com
- (en)  FIDE-ratinggegevens voor Jana Jacková